# 下平英寿
下平 英寿（しもだいら ひでとし）は、日本の統計学者。共変量シフトの概念の発明、系統樹推定のための下平-長谷川検定とAU検定の開発などで知られる。京都大学教授。アクションゲームラリパッパ野球団の開発者でもある。

## 来歴
1995年、東京大学大学院工学系研究科にて博士号取得。1996年より統計数理研究所助手、2002年より東京工業大学講師、2005年より同大学助教授（後に准教授に名称変更）、2012年より大阪大学教授、2017年より京都大学教授。また2016年から2022年にかけて理化学研究所革新知能統合研究センターにてチームリーダーを兼務した。